# Oberführer

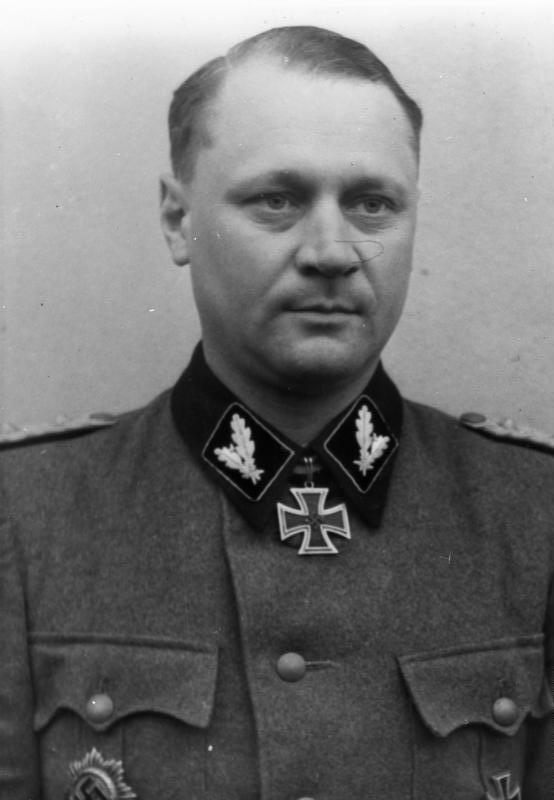
Joachim Rumohr, con indosso le mostrine da Oberführer delle Waffen-SS

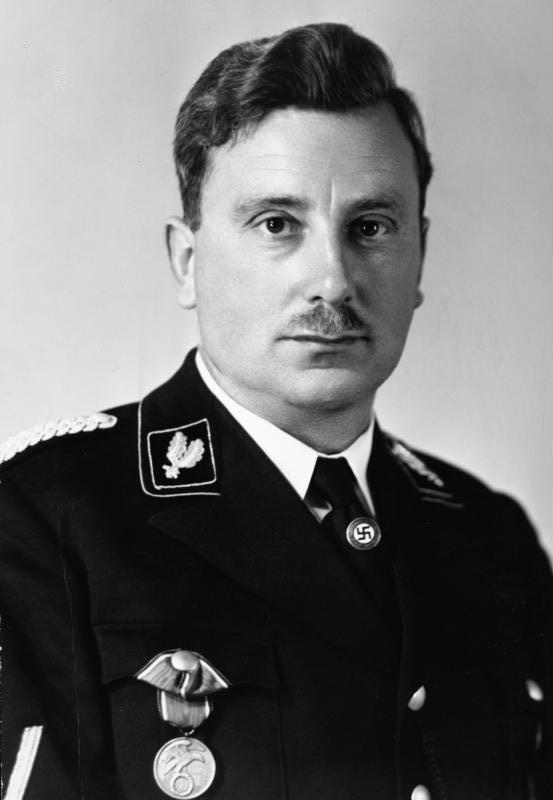
Emil Maurice come Oberführer

Oberführer (abbreviato: Oberf, ˈoːbɐ.fyːʀɐ, lett. "comandante superiore") era un originale grado paramilitare del partito nazista (NSDAP) risalente al 1921. Un Oberführer era tipicamente un membro del partito al comando di un gruppo di unità paramilitari in una specifica regione geografica. Dal 1921 al 1925, l'espressione Oberführer era usata come titolo nelle Sturmabteilung (SA), ma diventò un effettivo grado dopo il 1926.
Oberführer fu anche un grado delle Schutzstaffel (SS, al tempo ramo delle SA), istituito nel 1925 come Gauführer, grado destinato agli ufficiali SS in capo al personale di numerosi Gaue in tutta la Germania; nel 1928, il grado prese il nome di Oberführer, e venne usato per comandanti dei tre regionali SS-Oberführerbereiche. Nel 1930, le SS furono riorganizzate in SS-Gruppen e Brigaden, nel momento in cui Oberführer diventò subordinato al grado superiore di Brigadeführer. Al 1932, Oberführer era ormai diventato un grado riconosciuto per le SA, le SS e l'NSKK.
Le insegne dell'Oberführer presentavano due foglie di quercia sul colletto, nonché sulle spalle e sul bavero le mostrine di un ufficiale generale. Nel 1938, la condizione di SS-Oberführer cominciò a mutare con l'ascesa delle SS-Verfügungstruppe (SS-VT), che sarebbero diventate le Waffen-SS. Dal momento che Brigadeführer era equiparato a un maggior generale, e lo Standartenführer a un Oberst, Oberführer non aveva un equivalente militare e presto diventò considerato come un grado di colonnello superiore. Questa distinzione continua nella storiografia, con molti testi che si riferiscono al grado di Oberführer come paragonabile a quello di colonnello superiore, mentre altri affermano che era l'equivalente del brigadiere dell'esercito britannico.McNab 2009a, p. 186
Uno dei più famosi Oberführer fu Julian Scherner, immortalato nel film Schindler's List - La lista di Schindler come il freddo e calcolatore capo delle SS e della Polizia a Varsavia. Emil Maurice, il fondatore delle SS nel 1925, aveva il grado di Oberführer.

## Insegne di grado

Insegne del colletto
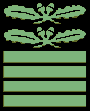
Distintivo da mimetica